# Зеленортска Острва
Зеленортска Острва, званично Република Зеленортска Острва (порт. República de Cabo Verde), у дипломатској преписци се користи непреведено име Република Кабо Верде (краће Кабо Верде (порт. Cabo Verde)), позната и као Зеленортска Република, је мала острвска држава смештена на архипелагу у северном делу Атлантског океана у региону западне Африке. Португалци су ненасељена острва пронашли и колонизовали у 15. веку, када су острва постала главни центар трговине робовима.
Португалски назив "Cabo Verde" је име за Зелени рт који се данас налази у Сенегалу, најзападнијој тачки Африке.

## Историја
Зеленортска острва су била ненасељена када су их Португалци открили 1456. године. Острва су постала саставни део Португалског царства и захваљујући свом положају и главна афричка лука и центар трговине робовима.
Године 1975. острва су добила независност захваљујући напорима Афричке партије за независност Гвинеје Бисао и Зеленортских острва (АПНГЗ). После стицања независности АПНГЗ је покушала да уједини Зеленортска острва и Гвинеју Бисао контролишући владе обе државе. Планови су пропали 1980. У Зеленортској Републици тренутно је на власти Афричка партија за независност Зеленортских острва (АПНЗО)

## Политика
Политички систем Зеленортских Острва функционише на темељима Устава из 1980. Избори се одржавају и за место премијера и за место председника, који су на власти 5 година. Чланови Генералне Скупштине се такође бирају непосредно на изборима. Скупштина, заједно са премијером и председником, бира судије Врховнога суда.

## Географија

### Положај
Зеленортска острва се налазе на архипелагу Африке. Архипелаг се састоји од 10 већих и 8 мањих острва. Површина државе износи 4.033,0 km². Већа острва су:
- Острваска група Барлавенто (северна острвска група)
  - Санто Антао
  - Сао Висенте
  - Санта Луција
  - Сао Николау
  - Сал
  - Боа Виста
- Острвска група Сотавенто (јужна острвска група)
  - Маио
  - Сантијаго
  - Фого
  - Брава

Једино ненасељено острво је Санта Луција. Данас, то је природни резерват. Сва острва су вулканског порекла. Једини активни вулкан се налази на острву Фого. Видети: Планина Фого.
Важнија мања острва су: острво Бранко и острво Рацо.

### Геологија и рељеф
Геолошки гледано, острва, која покривају комбиновану површину од нешто више од 4.033 квадратна километра, углавном се састоје од магматских стена, са вулканским структурама и пирокластичним остацима који чине већину укупне запремине архипелага. Вулканске и плутонске стене су изразито основне; архипелаг је сода-алкална петрографска провинција, са петролошком сукцесијом сличном оној која се налази на другим макаронезијским острвима.
Магнетне аномалије идентификоване у близини архипелага указују на то да структуре које формирају острва датирају 125–150 милиона година: сама острва датирају од 8 милиона (на западу) до 20 милиона година (на истоку). Најстарије откривене стене су се појавиле на Мајоу и северном полуострву Сантијаго и представљају јастучасте лаве старе 128–131 милион година. Прва фаза вулканизма на острвима почела је у раном миоцену, а врхунац је достигла на крају овог периода када су острва достигла своје максималне величине. Историјски вулканизам (унутар људског насеља) био је ограничен на острво Фого.
Пико до Фого, највећи активни вулкан у региону, еруптирао је 2014. Има калдеру пречника осам километара (пет миља), чији је обод на надморској висини од 1.600 метара и унутрашњи конус која се уздиже на 2.829 метара изнад нивоа мора. Калдера је настала слијегањем, након делимичне евакуације (ерупције) коморе магме, дуж цилиндричног стуба унутар коморе магме (на дубини од 8 километара).

На Сал и Маио се налазе велике слане површине. На Сантијагу, Санто Антау и Сао Николау, сушне падине понегде уступају место пољима шећерне трске или плантажама банана које се простиру дуж подножја високих планина. Океанске литице су настале услед катастрофалних клизишта.

### Воде
Због општих услова сличних суши на острвима, на Зеленортским Острвима нема значајнијих река. Након обилнијих падавина може се формирати неколико мањих привремених потока. Постоје четири острва која имају токове током целе године, али они садрже врло мало воде.
Острва су у потпуности окружена водама северног Атлантског океана. Хладна Канарска струја пролази поред острва, пружајући идеално окружење за рибарску индустрију. Канарска струја је тако названа јер тече југозападно од Шпаније кроз Канарска острва. Воде око Зеленортских Острва подржавају живахне колоније воденог живота, укључујући рибу папагаја, баракуду, мурену, неколико врста китова, делфине, плискавице и корњаче.

### Флора и фауна
Фауна Зеленортских Острва је релативно сиромашна и састоји се углавном од домаћих животиња као што су пси, мачке, птице, мали гмизавци, као и бубе и ендемски инсекти. Друге животиње у архипелагу, као што су коњи, магарци, краве или козе, могу се наћи на скоро сваком острву. Исто важи и за зеленог мајмуна, присутан у неким областима Сантијага и Браве, који долази са афричког континента, и жабу крастачу.
Међу главним врстама фауне посебно су значајне птице, а то су Пасариња, врана и крем боје. У погледу фауне, постоји 755 биљних врста, од којих су 83 ендемске, а 224 аутохтоне. Змајево дрво је посебно важно јер је то дрво чије присуство претходи откривању самог архипелага.
Конкретно, Зеленортска Острва су препознати као глобално жариште морског биодиверзитета и подржава велику разноликост амблематичних и јединствених морских животиња, укључујући преко 20 врста китова, делфина и морских плискавица. Плаже на бројним острвима пружају глобално важна подручја за гнежђење главатих корњача, а свих пет угрожених врста морских корњача се хране у приобалним водама Зеленортских Острва. Више од 60 врста ајкула и ража такође посећује ове воде заједно са безброј риба блиставих боја.

### Клима
Клима Зеленортских Острва је блажа од климе афричког копна јер околно море умирује температуре на острвима и хладне атлантске струје стварају сушну атмосферу око архипелага. Насупрот томе, острва не примају уздизање (хладне токове) које утичу на обалу западне Африке, па је температура ваздуха хладнија него у Сенегалу, али је море топлије. Због рељефа неких острва, као што је Сантијаго са својим стрмим планинама, острва могу имати орографски изазване падавине, омогућавајући да расту богате шуме и бујна вегетација где се влажни ваздух кондензује натапајући биљке, стене, земљу, трупце, маховину итд. На вишим острвима и нешто влажнијим острвима, искључиво у планинским пределима, као што је острво Санто Антао, клима је погодна за развој сувих монсунских шума и ловорових шума.
На неким острвима, попут Сантијага, влажнија клима унутрашњости и источне обале је у супротности са сушњом на јужној/југозападној обали. Праја, на југоисточној обали, највећи је град на острву и највећи град и главни град земље.

Док већи део Зеленортских острва има мало падавина током целе године, североисточне падине високих планина имају значајне падавине због орографског подизања, посебно у областима удаљеним од мора. У неким таквим областима ове падавине су довољне да подрже станиште кишних шума, иако оно на које значајно утиче људско присуство острва. Ове области умбрије су идентификоване као хладне и влажне. Зеленортска острва се налазе у екорегији сувих шума Зеленортских острва.
| Клима Зеленортских Острва: Сао Виченте Vicente, Сал и Сантијаго, 1981–2010 нормале, 1931–1960 екстреми | Клима Зеленортских Острва: Сао Виченте Vicente, Сал и Сантијаго, 1981–2010 нормале, 1931–1960 екстреми | Клима Зеленортских Острва: Сао Виченте Vicente, Сал и Сантијаго, 1981–2010 нормале, 1931–1960 екстреми | Клима Зеленортских Острва: Сао Виченте Vicente, Сал и Сантијаго, 1981–2010 нормале, 1931–1960 екстреми | Клима Зеленортских Острва: Сао Виченте Vicente, Сал и Сантијаго, 1981–2010 нормале, 1931–1960 екстреми | Клима Зеленортских Острва: Сао Виченте Vicente, Сал и Сантијаго, 1981–2010 нормале, 1931–1960 екстреми | Клима Зеленортских Острва: Сао Виченте Vicente, Сал и Сантијаго, 1981–2010 нормале, 1931–1960 екстреми | Клима Зеленортских Острва: Сао Виченте Vicente, Сал и Сантијаго, 1981–2010 нормале, 1931–1960 екстреми | Клима Зеленортских Острва: Сао Виченте Vicente, Сал и Сантијаго, 1981–2010 нормале, 1931–1960 екстреми | Клима Зеленортских Острва: Сао Виченте Vicente, Сал и Сантијаго, 1981–2010 нормале, 1931–1960 екстреми | Клима Зеленортских Острва: Сао Виченте Vicente, Сал и Сантијаго, 1981–2010 нормале, 1931–1960 екстреми | Клима Зеленортских Острва: Сао Виченте Vicente, Сал и Сантијаго, 1981–2010 нормале, 1931–1960 екстреми | Клима Зеленортских Острва: Сао Виченте Vicente, Сал и Сантијаго, 1981–2010 нормале, 1931–1960 екстреми | Клима Зеленортских Острва: Сао Виченте Vicente, Сал и Сантијаго, 1981–2010 нормале, 1931–1960 екстреми |
| Показатељ \ Месец                                                                                      | .Јан.                                                                                                  | .Феб.                                                                                                  | .Мар.                                                                                                  | .Апр.                                                                                                  | .Мај.                                                                                                  | .Јун.                                                                                                  | .Јул.                                                                                                  | .Авг.                                                                                                  | .Сеп.                                                                                                  | .Окт.                                                                                                  | .Нов.                                                                                                  | .Дец.                                                                                                  | .Год.                                                                                                  |
| --- | --- | --- | --- | --- | --- | --- | --- | --- | --- | --- | --- | --- | --- |
| Апсолутни максимум, °C (°F)                                                                            | 32,0 (89,6)                                                                                            | 33,1 (91,6)                                                                                            | 34,2 (93,6)                                                                                            | 33,4 (92,1)                                                                                            | 33,3 (91,9)                                                                                            | 34,1 (93,4)                                                                                            | 33,6 (92,5)                                                                                            | 38,0 (100,4)                                                                                           | 34,8 (94,6)                                                                                            | 33,0 (91,4)                                                                                            | 33,0 (91,4)                                                                                            | 31,0 (87,8)                                                                                            | 38 (100,4)                                                                                             |
| Максимум, °C (°F)                                                                                      | 24,9 (76,8)                                                                                            | 25,1 (77,2)                                                                                            | 25,8 (78,4)                                                                                            | 25,9 (78,6)                                                                                            | 26,6 (79,9)                                                                                            | 27,3 (81,1)                                                                                            | 28,2 (82,8)                                                                                            | 29,4 (84,9)                                                                                            | 29,9 (85,8)                                                                                            | 29,5 (85,1)                                                                                            | 28,2 (82,8)                                                                                            | 26,3 (79,3)                                                                                            | 27,26 (81,06)                                                                                          |
| Просек, °C (°F)                                                                                        | 22,1 (71,8)                                                                                            | 21,9 (71,4)                                                                                            | 22,4 (72,3)                                                                                            | 22,7 (72,9)                                                                                            | 23,4 (74,1)                                                                                            | 24,3 (75,7)                                                                                            | 25,3 (77,5)                                                                                            | 26,5 (79,7)                                                                                            | 26,9 (80,4)                                                                                            | 26,4 (79,5)                                                                                            | 25,2 (77,4)                                                                                            | 23,4 (74,1)                                                                                            | 24,21 (75,57)                                                                                          |
| Минимум, °C (°F)                                                                                       | 19,4 (66,9)                                                                                            | 19,1 (66,4)                                                                                            | 19,3 (66,7)                                                                                            | 19,8 (67,6)                                                                                            | 20,6 (69,1)                                                                                            | 21,6 (70,9)                                                                                            | 22,7 (72,9)                                                                                            | 23,9 (75)                                                                                              | 24,5 (76,1)                                                                                            | 23,8 (74,8)                                                                                            | 22,6 (72,7)                                                                                            | 20,9 (69,6)                                                                                            | 21,52 (70,73)                                                                                          |
| Апсолутни минимум, °C (°F)                                                                             | 12,0 (53,6)                                                                                            | 10,0 (50)                                                                                              | 12,0 (53,6)                                                                                            | 15,0 (59)                                                                                              | 15,0 (59)                                                                                              | 15,0 (59)                                                                                              | 17,0 (62,6)                                                                                            | 14,5 (58,1)                                                                                            | 19,0 (66,2)                                                                                            | 18,5 (65,3)                                                                                            | 17,0 (62,6)                                                                                            | 16,0 (60,8)                                                                                            | 10,0 (50)                                                                                              |
| Количина падавина, mm (in)                                                                             | 4,9 (0,193)                                                                                            | 1,5 (0,059)                                                                                            | 0,7 (0,028)                                                                                            | 0,4 (0,016)                                                                                            | 0,3 (0,012)                                                                                            | 0,0 (0)                                                                                                | 3,9 (0,154)                                                                                            | 30,2 (1,189)                                                                                           | 41,7 (1,642)                                                                                           | 18,8 (0,74)                                                                                            | 3,7 (0,146)                                                                                            | 3,1 (0,122)                                                                                            | 109,2 (4,301)                                                                                          |
| Релативна влажност, %                                                                                  | 66,9                                                                                                   | 67,3                                                                                                   | 66,9                                                                                                   | 67,8                                                                                                   | 69,5                                                                                                   | 72,3                                                                                                   | 73,8                                                                                                   | 75,3                                                                                                   | 76,0                                                                                                   | 73,5                                                                                                   | 70,7                                                                                                   | 69,5                                                                                                   | 70,79                                                                                                  |
| Сунчани сати — месечни просек                                                                          | 213,4                                                                                                  | 184,9                                                                                                  | 197,1                                                                                                  | 199,0                                                                                                  | 195,4                                                                                                  | 175,1                                                                                                  | 165,4                                                                                                  | 160,7                                                                                                  | 165,1                                                                                                  | 185,3                                                                                                  | 186,2                                                                                                  | 202,9                                                                                                  | 2.230,5                                                                                                |
| Извор #1: Instituto Nacional de Meteorologia e Geofísica                                               | | | | | | | | | | | | | |
| Извор #2: Deutscher Wetterdienst (extremes)                                                            | | | | | | | | | | | | | |

## Административна подела
Република Зеленорска је подељена на 17 општина:
- Острво Санто Антао:
  - Паул
  - Порто Ново
  - Рибеира Гранде
- Острва Сао Висенте:
  - Сао Висенте
- Острво Санта Луција (included in S. Vicente concelho)
- Острво Сао Николау:
  - Сао Николау
- Острва Сал:
  - Сал
- Острва Боа Виста:
  - Боа Виста
- Острва Маио:
  - Маио
- Острво Сантијаго:
  - Праиа
  - Санта Катарина
  - Санта Круз
  - Сао Домингос
  - Сао Мигуел
  - Тарафал
- Острво Фого:
  - Сао Филипе
  - Мостеирос
- Острво Брава:
  - Брава

## Привреда
Република Зеленортска је мала земља која оскудева са ресурсима. Често се дешавају суше, тако да је недостатак воде један од главних проблема. Пољопривредом се бави становништво на само четири острва, али је слабо развијена управо због воде и мале количине падавина. Друштвени бруто доходак се углавном базира на услужним и угоститељским пословима. Зеленортска острва имају велику сарадњу са Португалом на сваком нивоу привреде. Бивши португалски премијер Жозе Мануел Дурао Барозо обећао је у име Португалије знатну помоћ и подстицање сарадње са Европском унијом. Од '90. их година Зеленортска острва су доживела значајан економски напредак.

## Становништво
Већина становника Зеленортских острва су досељеници из Португалије и афрички робови. Велики број људи који су пореклом са острва живе у другим земљама: САД (264.900), Португалији (80.000), Анголи (45.000), Сао Томеу и Принципу, Сенегалу, Француској и Холандији.

## Култура
Култура на Зеленортским острвима вуче португалске и афричке корене. Пре свега, познате су форме музике као што су Морна, Зеленортски Фадо. Плес Фунана је мешавина португалских и афричких стилова.

## Новине и часописи
Новине и часописи: 
- А Семана (Праиа,1991-), Експресо дас Илхас, Журнал О Сидадао (Сао Висенте), Жорнал Хоризонте (Праиа, 1988-), Тера Нова (С. Висенте, 1975-), Артилетра (С. Висенте, 1991-)